# 평양진위대

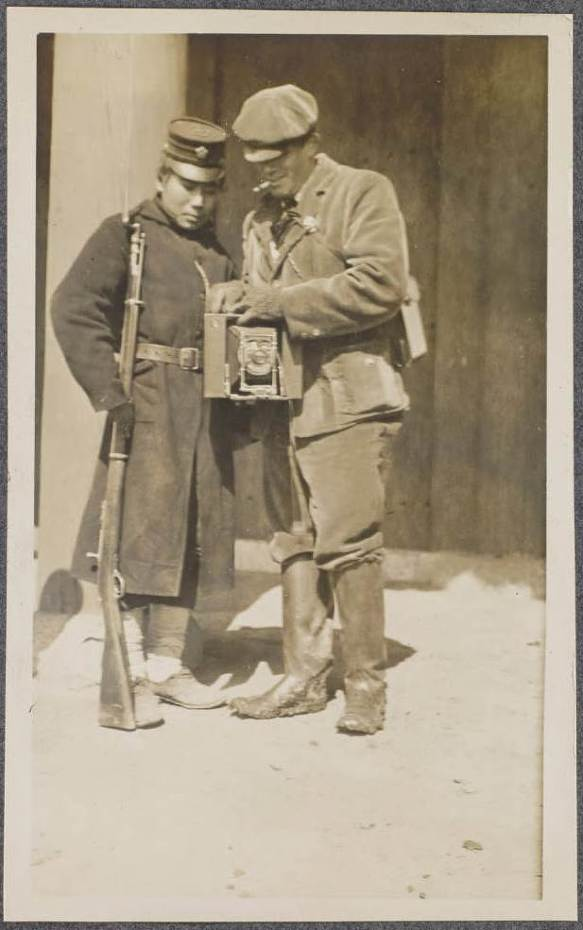
잭 런던이 촬영한 평양진위대의 모습

평양진위대(平壤鎭衛隊)는 대한제국기 평양에 배치되었던 진위대를 뜻한다. 1895년 처음 설립되었으며, 초기에는 1개 대대로 이루어졌으나, 이후 많이 강화되었다. 한일신협약으로 인해 대한제국군이 해산되자, 1907년 8월 6일 오전 8시, 평양진위대도 해체되었다. 고종 황제가 특별히 신임하여 궁궐 경호를 위한 부대로 평양에서 서울로 차출하기도 하였다.

## 설립
평양진위대는 1895년의 군제계혁 중 하나로 설립되었다. 평양부에는 전주부처럼 진위 1개 대대가 설치되었다. 1900년, 의화단의 침략으로 인하여 병력이 더 필요하게 되자, 증강이 실시되었다. 1900년 9월 21일 평양진위대는 1개 대대에서 2개 대대가 되었고 총 5개의 중대로 편성하게 되었다. 정원은 총 1,000명이었다. 이후 1901년 3월 1일, 진위 제 4연대에 편제되었다. 1905년 진위대 감축 당시에 해체되지 않은 진위대 중 하나였다. 그러나 연대급이 아닌 대대급으로 바뀌었고, 진위 제7대대가 되었다. 하지만, 한일신협약으로 인해 대한제국군이 해산되자, 평양진위대도 8월 6일 오전 8시에 해산되었다.

## 해체 이후
1907년 해산된 이후, 일부 병졸들은 일부 의병에 참여하기도 하였다. 한때 평양진위대 소속이었던 김국선(金國善)은 부하 80여명과 함께 함경도에서 활동하였다.

## 사령관

### 진위대대 시기
| 이름            | 계급 | 임명일                  | 퇴임일                            |
| --------------- | ---- | ----------------------- | --------------------------------- |
| 김유현 (金有鉉) | 참령 | 1895년 11월 12일 (음력) | 1897년 6월 28일 (휴직)            |
| 구연황 (具然恒) | 참령 | 1897년 6월 28일         | 1900년 5월 18일                   |
| 이창환 (李昌煥) | 참령 | 1900년 5월 18일         | 1901년 3월 1일 제4진위연대로 편입 |

### 진위 제4연대 시기
| 이름            | 계급 | 임명일          | 퇴임일               |
| --------------- | ---- | --------------- | -------------------- |
| 김정근 (金禎根) | 부령 | 1900년 7월 27일 | 1900년 8월 9일(휴직) |
| 이창구 (李昌九) | 부령 | 1901년 2월 27일 | ?                    |
| 양성환 (梁性煥) | 부령 | 1903년 3월 8일  | ?                    |
| 이근형 (李根馨) | 부령 | 1904년 3월 4일  | 대대급으로 감축      |